# Siyanda Mohutsiwa
Siyanda Mohutsiwa, född 26 juni 1993, är en satirisk skribent och talare från Botswana. Hon skapade den satiriska hashtagen #IfAfricaWasABar som gick viral sommaren 2015.  Hon beskriver sig som en pan-afrikan och hon levererade ett TED-tal med titeln "Is Africa's Future Online?" i november 2015, och en annan rubrik "Hur unga afrikaner hittade en röst på Twitter" i februari 2016.

## Biografi
Katlo Siyanda Mohutsiwa föddes 1993 i Swaziland, som hennes mamma kommer ifrån, och flyttade senare till Botswana, hennes pappas hemland. Hennes ursprungliga språk var SiSwati. När hon flyttade till Botswana slutade Mohutsiwa att tala SiSwati och blev en Setswana-talare. Flytten förändrade inte bara hennes språk, utan förde med sig att hon förlorade del av sin Swazi-identitet och blev en del av den gemensamma afrikanska identiteten och dess historia. Mohutsiwa utexaminerades med en kandidatexamen i matematik från University of Botswana i oktober 2016.

## Skriverier
Mohutsiwa började skriva vid fem års ålder och i åldern tolv skrev en opinionsspalt i en nationell tidning. Vid sexton års ålder började hon skriva en blogg med fokus på frågor som svart medvetenhet, ekonomi och utveckling, feminism och panafrikanism. Bloggen har använts av flera internationella radiostationer, inklusive BBC. År 2013 var Mohutsiwa inbjuden att bidra till bloggen för Zanews, en internationell kommentarplats från Sydafrika. Hon bidrar också till Mail & Guardian, Siyanda Mohutsiwa har varit en dominerande röst i sociala medier skrivande sedan åtminstone 2014. Såväl som en Unicef-special ungdomsreporter, där hon skriver om ungdomsanställning, hiv, grupptryck och andra ämnen. Som en del av hennes arbete med att rapportera om ungdomsfrågor har Mohutsiwa deltagit som föredragshållare vid konferenser, såsom den 21:a internationella AIDS-konferensen i Durban, Sydafrika. Men det mesta av hennes skrivande sker på Twitter, där hon observerar sociala medietrender och deltar in i nätdialogen. I januari 2014 började hon den satiriska hashtagen #africannationsinhighschool, som taggades över 50.000 gånger.Hon har också bidragit till antologin Water: New Short Story Fiction from Africa: An Anthology from Short Story Day Africa som är från en årlig novelltävling, "Short Story Day Africa Prize".

### #IfAfricaWasABar – Om Afrika var en bar
Den 27 juli 2015 skrev Mohutsiwa en fråga från sitt personliga Twitter-konto: "Om Afrika var en bar, vad skulle ditt land dricka / göra?"  Frågan omformades snabbt till en hashtag som människor över hela afrikanska kontinenten började tweeta sina svar, inklusive taggen #IfAfricaWasABar. Hashtagen användes över 61 000 gånger. När hon blev tillfrågad vad som inspirerade hennes ursprungliga inlägg svarade Mohutsiwa: "Jag trodde att det skulle vara ett roligt sätt för afrikaner att skratta åt sig själva och varandra genom att lägga geopolitiken i ett komiskt ljus." Diskussionen flyttade till en annan media-plattform, TedTalks, när Mohutsiwa blev inbjuden att diskutera hur sociala medier används för att omvandla sociala konversationer. Hon tog upp till diskussion att internet har förändrat hur människor hanterar problem, deras förmåga att kritisera stereotyper, deras regeringar, politik och identitet. Detta ledde till en bredare plattform och erkännande. Hon har diskuterat hur sociala media har drivit kulturen på hennes Twitter-flöde, vilket har blivit återciterat som relevanta kommentarer av vanliga internationella medier som The Independent, BuzzFeed, Variety och andra.